# Mihail Ștefaneț
Mihail Ștefaneț  (n. 24 februarie 1943, Nicoreni, raionul Drochia) este un medic moldovean, pedagog, șef de catedră la Universitatea de Stat de Medicină, doctor habilitat în medicină, profesor universitar.

## Biografie și carieră
S-a născut la 24 februarie 1943 în familia Mariei și a lui Ion Ștefaneț, gospodari din satul Nicoreni, sat frumos din stepa Bălților. Anii de copilărie și adolescență și-a trăit în comuna natală, cunoscând viața plină de griji și nevoi a țăranului basarabean. Printre dascăli de „mare omenie și înțelepciune” ai viitorului savant pot fi numiți: Ion Spânu, Leonid Garciuc, Eugen Bulgaru, Ion Osadeț și alții.
În 1959 susține cu succes examenele de admitere la Facultate de Medicină generală a Institutului de Stat de Medicină din Chișinău. Studiile la facultate au coincis în timp cu o perioadă de importanță istorică majoră pentru destinele medicinii autohtone. 
La finele studiilor universitare, în 1965, studentul anului 4, Mihail Ștefaneț este selectat și delegat în subordinatură la catedra Anatomia omului, condusă la acel moment de profesorul B.Z. Perlin.
Activând în funcție de asistent (din 1965), lector superior (din 1974), conferențiar universitar (din 1984), Mihail Ștefaneț, îndrumat de profesorul B.Z. Perlin, realizează o investigație morfologică macro-microscopică, care finalizează cu susținerea tezei de doctor în medicină cu titlul “Inervația periostului oaselor centurii scapulare” în anul 1972. 
Din 1987 - prezent, profesorul Mihail Ștefaneț deține postul de șef la catedra Anatomia omului.
1998 - susține teza pentru obținerea titlului de doctor habilitat, intitulată  “Morfologia complexului funiculo-testicular la om”.
2001 - Consiliul Național pentru Acreditare și Atestare din Republica Moldova îi conferă gradul de profesor universitar. 

## Publicații
Profesorul Mihail Ștefaneț este autor a peste 230 de lucrări științifice, manualul de Anatomia Omului în 3 volume și 4 monografii, 

## Activitatea științifică, editorială
- membru al Comitetului coordonator al Asociației Internaționale a Morfologilor,
- membru al Consiliului Științific USMF “Nicolae Testemițanu”,
- membru al Senatului USMF “Nicolae Testemițanu”,
- membru al colegiului redacțional al revistei “Arta Medica” și
- membru al colegiului redacțional al revistei “Revista Română de Anatomie funcțională și clinică, macro- și microscopică și de Antropologie”,
- membru al Senatului USMF “Nicolae Testemițanu”, membru al colegiului redacțional al revistei “Arta Medica” și “Revista Română de Anatomie funcțională și clinică, macro- și microscopică și de Antropologie”,
- membru de Onoare a Societăților Anatomiștilor din România, președinte al consiliului științific specializat, președinte al Seminarului Științific de profil “Morfologie”, membru al Comisiei de experți

## Distincții
- 1991 - “Om emerit al învățământului public din Republica Moldova”